# Marija Vasziljevna Szemjonova
Marija Vasziljevna Szemjonova (oroszul: Мария Васильевна Семёнова) orosz sci-fi-szerző.

## Élete
1958-ban Leningrádban született.

## Munkássága
Fantasy, sci-fi művei mellett orosz történelmi műveket is írt. Legismertebb sorozata a Волкодав (Farkasölő) ciklus.

## Díjai
- 1989: Az év gyerekregénye Лебеди улетают
- 1996: Alekszandr Beljajev irodalmi díj Волкодав
- 2006: Aelita-díj

## Fordítás
- Ez a szócikk részben vagy egészben  a(z)   Семёнова, Мария Васильевна című orosz Wikipédia-szócikk fordításán alapul.  Az eredeti cikk szerkesztőit annak laptörténete sorolja fel. Ez a jelzés csupán a megfogalmazás eredetét és a szerzői jogokat jelzi, nem szolgál a cikkben szereplő információk forrásmegjelöléseként.